# بنيامين لينكون
بنيامين لينكون (بالإنجليزية: Benjamin Lincoln)‏ (24 يناير 1733 (13 يناير 1732 بالتاريخ القديم) - 9 مايو 1810) هو ضابط بالجيش الأمريكي.تلقى رتبة لواء في الجيش القاري خلال حرب الاستقلال الأمريكية. عرف لينكون باشتراكه في ثلاث عمليات استسلام رئيسية خلال الحرب: فقد ساهمت مشاركته في معارك ساراتوجا (وجرح بعد فترة قصيرة منها) في استسلام جون بورغوين مع فيلق من الجيش البريطاني، وأشرف على أكبر استسلام أميركي للحرب في حصار تشارلستون عام 1780، كما أنه قبل رسميا الاستسلام البريطاني في يوركتاون، بصته قائدا ثانيا للجنرال جورج واشنطن.
بعد الحرب نشط لينكون في السياسة في مسقط رأسه ماساتشوستس، وترشح عدة مرات لمنصب نائب الحاكم ولكنه فاز في مرة واحدة فقط لهذا المنصب. خدم من عام 1781 إلى 1783 كأول وزير حرب للولايات المتحدة. في عام 1787، قاد لينكون جيشا من الميليشيا (بتمويل خاص من تجار ماساتشوستس) لقمع تمرد شايز، وكان مؤيدا قويا لدستور الولايات المتحدة الجديد. كما شغل منصب جامع الجمارك في ميناء بوسطن لعدة سنوات، وهو منصب ذو نفوذ سياسي.

## روابط خارجية
- بنيامين لينكون على موقع الموسوعة البريطانية (الإنجليزية)